# Revitimização
A revitimização é um fenômeno decorrente do sofrimento continuado ou repetido da vítima de um ato violento, após o encerramento deste, que pode ocorrer instantaneamente, dias, meses ou até anos depois. A revitimização acontece principalmente em uma esfera institucional, a exemplo,  a vítima de abuso sexual que, após o sofrimento da violência própria do ato, é interrogada de maneira inescrupulosa de modo a lembrar, de maneira dolorosa, os momentos em que esteve sob o jugo do agressor.